# Marizópolis
Marizópolis est une ville brésilienne de l'ouest de l'État de la Paraíba.
Sa population était estimée à 6 214 habitants en 2007. La municipalité s'étend sur 64 km2.

## Histoire
En 1723, les frères Lédo conquièrent la ville pour la première fois. Les années suivantes, la ville s'est développée grâce à la fertilité des sols. Vers 1730, de nombreux habitants originaires de régions plus éloignées s'y installèrent.
D'abord appelée Pedra Talhada, la ville changea sa dénomination en Marizópolis. Elle rend hommage à ses fondateurs, la famille du gouverneur Antonio Mariz. Elle est surnommée « la Mésopotamie de l'arrière-pays » de par sa situation entre le Rio do Peixe et le Rio Piranhas.

## Géographie
La ville est incluse dans le territoire semi-aride du Brésil, délimité par le ministère de l'Intégration nationale (Ministério da Integração Nacional) en 2005. Les critères qui y sont définis sont la pluviométrie, l'indice d'aridité et le risque de sécheresse.